# Herbert Schimetschek
Herbert Schimetschek (* 5. Januar 1938 in Wien) ist ein österreichischer Manager.

## Leben
Schimetschek ist der älteste Sohn von Dr. Bruno und Trude Schimetschek. Er besuchte die Schule in Niederösterreich und Wien, dort zuletzt bis 1956 das Akademische Gymnasium. 1956 nahm er ein Jurastudium an der Universität Wien auf, bereits ab 1957 arbeitete er bei dem Austria Versicherungsverein auf Gegenseitigkeit, dort wurde er 1964 zum Hauptabteilungsleiter, 1967 zum Generalsekretär ernannt und erhielt Prokura. Für die Versicherung baute er die Niederlassungen in Italien auf. Seit 1970 gehörte er dem Vorstand an, wurde 1977 dessen Vorsitzender und Generaldirektor. Von 1974 bis 1999 gehörte er dem Vorstand der Austria Österreichische Versicherung Aktiengesellschaft an, ab 1977 als dessen Vorsitzender und Generaldirektor. Von 1991 bis 1996 war er Generaldirektor und Vorstandsvorsitzender der Austria-Collegialität Versicherungen, von 1997 bis 1999 war er auch Generaldirektor und Vorstandsvorsitzender der BARC Versicherungs-Holding AG und der Bundesländer-Versicherung, die unter seiner Leitung zur UNIQA Versicherungen AG zusammengeschlossen wurden und deren Leitung er von 1999 bis Dezember 2001 als Vorstandsvorsitzender und Generaldirektor innehatte. Von 1997 bis 2000 war er Präsident des Europäischen Versicherungsverbandes (CEA), dessen Präsidialrat er bereits angehört hatte. Bis Juni 2000 gehörte er als Präsident, zuletzt als Vizepräsident der Leitung des Verbandes der Versicherungsunternehmen Österreichs an.
Er gehörte dem Generalrat der Oesterreichischen Nationalbank seit 1986, seit 1998 als Vizepräsident an.
Am 25. Mai 2003 wurde Schimetschek zum neuen Vorsitzenden (Präsident) des Generalrates der Oesterreichischen Nationalbank bestellt, das Amt übte er bis zum 31. August 2008 aus.
In den Zeitraum seiner Tätigkeit fielen die Integration des europäischen Finanzmarktes und die Erweiterung der Europäischen Union. Er hat die Arbeit der Bank durch Steigerung der Effizienz bei geringerem Mitteleinsatz reformiert und wurde dafür mehrfach ausgezeichnet.
1993 erhielt er das Große Silberne Ehrenzeichen für Verdienste um die Republik Österreich und 1997 erhielt er das Große Goldene Ehrenzeichen für Verdienste um die Republik Österreich und am 9. Januar 2008 erhielt er für seine Verdienste um die österreichische Versicherungswirtschaft aus der Hand von Wilhelm Molterer das Große Goldene Ehrenzeichen mit dem Stern für Verdienste um die Republik Österreich.
Schimetschek hatte im Laufe seines Berufslebens zahlreiche Mandate inne, darunter im Aufsichtsrat der Bank Gutmann, der Strabag SE und der Ersten Bank.
Schimetschek ist verheiratet mit Therese Schimetschek, geb. Estienney, und hat zwei Kinder.

## Quelle
- OeNB – Präsident Herbert Schimetschek wurde 70: Die Oesterreichische Nationalbank gratuliert sehr herzlich!, Pressemitteilung der ÖNBP vom 9. Januar 2008
- Der Generalrat: Komm.-Rat Herbert Schimetschek (Memento vom 18. November 2007 im Internet Archive) auf der Website der Österreichischen Nationalbank